# Interferenz (Ökologie)
Der Begriff Interferenz innerhalb der Ökologie beschreibt eine der Formen der Konkurrenz zwischen Individuen, abgeleitet auch zwischen Populationen oder Arten. 
In der Ökologie unterscheidet man zwischen zwei Formen der Konkurrenz: 
- Interferenz und
- Exploitation.

Konkurrenz durch Exploitation erfolgt über die Nutzung von Ressourcen wie z. B. Nahrung. Beide Konkurrenten benötigen im Prinzip dieselbe Ressource. Durch Verbrauch oder Ausnutzung wird das Angebot für Konkurrenten vermindert. Konkurrenz durch Interferenz ist eine Zusammenfassung für alle anderen Formen der Konkurrenz. Interferenz tritt also in einer Vielzahl unterschiedlicher Formen auf, die bis auf den Faktor, dass es sich nicht um Exploitation handelt, nichts miteinander gemeinsam haben. Eine Kategorisierung durch Schoener unterscheidet folgende Fälle:
- durch Raumnutzung ("präemptiv"). Ein Konkurrent besetzt einen begrenzten Raumausschnitt (z. B. Pflanzen oder andere sessile Organismen)
- durch Überwuchern. Der Konkurrent wird z. B. durch Ausschatten vom Licht ferngehalten.
- durch chemische Substanzen. z. B. durch Freisetzen von Toxinen, die andere Individuen schädigen.
- durch Territorien. Der Konkurrent besetzt ein Territorium, dessen Nutzung durch andere ausgeschlossen wird.
- durch direkte Begegnung. Mobile Konkurrenten können gegeneinander Aggressionsverhalten zeigen.